# Bomosa
Tempelj Bomosa (korejsko 범어사; dobesedno 'Tempelj ribe Nirvane') je eden glavnih templjev reda Džogje korejskega budizma v Čongnjongnopo-dongu, okrožje Gumdžong, Pusan, Južna Koreja. Zgrajen na pobočjih gore Gumdžongsan, je eden najbolj znanih templjev v državi.

## Ime
Gumdžongsan, gora, kjer leži tempelj Bomosa, ima v skali blizu vrha bazen z vodo. Bazen se imenuje Gumsem (금샘; 金井; dobesedno 'zlati vodnjak') in verjame se, da ima mistične lastnosti, ker v jezeru zdaj živi zlata ribica iz nebes.
Tempelj je dobil ime po tej legendi: bom (범; 梵) pomeni 'Nirvana', eo (어; 魚) pomeni 'riba' in sa (사; 寺) pomeni 'tempelj'. Tako lahko ime templja prevedemo kot 'Tempelj rib Nirvane'. Uradna spletna stran templja njegovo ime prevaja kot Tempelj zlatih ribic iz nebes Brahme.

## Opis
Tempelj Bomosa velja za enega od treh glavnih templjev v jugovzhodni Koreji, skupaj s templjem Heinsa in templjem Tongdosa. Zaradi močnega sonskega budističnega duha si je tempelj prislužil naziv Veliki glavni tempelj sonskega budizma.
V templju so tri točke, ki veljajo za posebej slikovite: skalni vrh za puščavnico Vonhjam; dve skali v obliki piščanca v puščavnici Gjemjongam; in legendarni 'zlati vodnjak' na vrhu gore Gumdžongsan.
Tempelj sodeluje v programu Templestay, kjer lahko turisti bivajo v templju, jedo budistično meniško hrano in izkusijo rutino tamkajšnjih menihov.

## Zakladi
Dolgo preden pridejo do templja Bomosa, obiskovalci najprej vidijo Džogjemun (zaklad št. 1461), Vrata enega stebra. Vsi štirje stebri imajo kratke lesene stebre, ki stojijo na visokih kamnitih podstavkih.
Okoli templja je množica divje glicinije (wisteria), ki jo sestavlja več kot 6500 rastlin (naravni spomenik št. 176). Glicinija pozno spomladi cveti v živahni barvi sivke. To območje se je zato zgodovinsko imenovalo Dungungok (등운곡; 藤雲谷; dobesedno 'Dolina cvetov glicinije').
Tempeljski kompleks ima več stavb in drugih predmetov, ki so označeni kot uradni zakladi:
- Zaklad 250 - Trinadstropna kamnita pagoda. Ta pagoda izvira iz obdobja združenega kraljestva Sila, verjetno zgrajena kot del prvotnega templja, ki ga je leta 1592 uničil požar. Iz obdobja Sila so le zgornja tri nadstropja, podstavek in ograja pa sta bila dograjena pozneje.[8]
- Zaklad 434 - Deungdžon, glavna tempeljska dvorana, je bila zgrajena leta 1614, potem ko je tempelj pogorel med japonsko invazijo leta 1592. Večje prenove Deungdžona so bile izvedene v letih 1713, 1814 in 1871.[9]
- Kulturna dobrina 2 - Ildžumun. Prva vrata v tempelj, imenovana 'Vrata enega stebra', ker se zdi, da vrata, gledano s strani, podpira en sam steber, ki simbolizira edino pravo pot razsvetljenja, ki podpira svet.[10]
- Kulturna dobrina 11 in 12 - Vzhodna pagoda Vonhjam in Zahodna pagoda Vonhjam. Vonhjam (puščavnica) stoji južno od Bomosa in je lokacija teh dveh pagod. To je lokacija nekdanjega prebivališča slavnega meniha dinastije Sila, Vonhja.[11]
- Kulturna dobrina 15 - Držalo za drog za zastavo. Ti dve zelo stari kamniti strukturi, imenovani džidžu, sta bili uporabljeni za podporo droga za zastavo med njima. Kamna sta na poti do glavnih vrat Bomosa.[12]
- Kulturna dobrina 16 - Kamnita svetilka. Ta svetilka izvira iz obdobja Združene dinastije Sila in je bila del prvotnega templja, ki ga je leta 1592 uničil požar.[13]

- Zaklad 250 - Trinadstropna kamnita pagoda Bomosa, zgrajena nekje med letoma 826 in 836, v obdobju Sila.
- Zaklad 434 - Bomosa Deungdžon, glavna tempeljska dvorana, zgrajena leta 1614 po tem, ko je tempelj požgal med japonskimi invazijami. Večje prenove te stavbe so bile izvedene v letih 1713, 1814 in 1871.
- kulturna dobrina 2 - Bomosa Ildžumun. Prva vrata v tempelj, imenovana "Vrata enega stebra", ker se zdi, da vrata s strani podpira en sam steber, ki simbolizira edino pravo pot razsvetljenja, ki podpira svet, prvotno zgrajena leta 1614.
- kulturna dobrina 16 - Kamnita svetilka Bomosa izvira iz obdobja Sila in je bila del prvotnega templja, ki ga je leta 1592 uničil požar.

## Puščavnice
- Čungrjungam (Puščavnica Modri Lotos)
- Naevonam (Puščavnica Budove nebeške učne dvorane)
- Kjemjongam (Puščavnica Petelinjega Vrana)
- Desongam (Puščavnica Velikega Svetega)
- Gumgangam (Puščavnica Diamantna)
- Anjangam (Puščavnica Miru)
- Mirukam (Puščavnica Maitreje)
- Vonhjam (Nekdanje puščavniško prebivališče slavnega meniha Vonhja)
- Sadžam (Puščavnica Leva)
- Mansongam (Puščavnica Velikega Učitelja)
- Čidžangam (Puščavnica Ksitigarbha)

## Zgodovina
Tempelj Bomosa je bil ustanovljen leta 678 v obdobju Sila kot eden od desetih glavnih templjev šole Avatamsaka.
Tempelj Bomosa, ustanovljen z odlokom kralja Munmuja, se je začel graditi na 360 gdžolih zemlje in imel 360 spalnic. Vendar je bil med japonsko invazijo (1592–1597) skoraj do tal uničen. Kasneje, leta 1613, so menihi, kot sta častiti Mjodžon in častiti Hemin, obnovili nekatere njegove dvorane Dharma in spalnico. Znano je, da sta bila takrat zgrajena glavna dvorana Bude in vrata enega stebra.
Mojster sona Gjongheo, ugleden menih sodobnega časa, je leta 1900 odprl center son v Bomosa. Navdihnjen s strani častitega Gjongheoja, Seongvola, je takratni opat Bomosa učil tradicijo son z ustanovitvijo centrov in skupščin Son v šestih puščavnicah Bomosa v desetih letih, in sicer: Gumgangam leta 1899; Anjangam leta 1900; Gjemjongam leta 1902; Vonhjam leta 1906; Ansimnjo leta 1909; in Desongam leta 1910.
Med uglednimi menihi, ki so živeli v templju, so veliki mojstri Uisang, Pjohun, Nangbek, Mjonghak, Gjongheo, Jongsong, Manhe in Dongsan. Še danes tempelj Bomosa uči resno budistično prakso. Leta 2012 je bil tempelj imenovan za Gumdžong Čongnim, enega od osmih celovitih samostanskih vadbenih kompleksov za red Džogje korejskega budizma, njegov prvi duhovni patriarh pa je mojster Džiju.
26. decembra 2011 je Los Angeles Times objavil zgodbo o menihih, ki se borijo v tem templju. Južnokorejski budistični menih Ando demonstrira borilne veščine Sunmudo. Menihi iz templja Bomosa so znani po tem, da so v poznem 16. stoletju in ponovno med japonsko okupacijo Koreje v začetku 20. stoletja premagali japonske napadalce.

## Galerija
- Sedemnadstropna kamnita pagoda Bomosa je relativno nov dodatek in vsebuje Budov sari. Štiri vogale podnožja pagode varujejo kamnite skulpture štirih nebeških kraljev. Muzej Bomosa je za pagodo.
- Druga vrata Bomosa, Bomosa Čonvangmun ali Vrata štirih nebeških kraljev, so bila prvotno zgrajena leta 1699 in v njih so štirje kralji ali dive, ki stražijo vhod v tempelj.
- Tretja vrata Bomosa, Bomosa Burimun ali Vrata nedualnosti, so bila prvotno zgrajena leta 1699. To so zadnja vrata pred vstopom v glavni tempeljski kompleks, ki simbolizirajo koncept, da sta kraljestvo Bude in ta svet eno.
- Stele ob poti, ki vodi do vhoda v Bomoso